# De Vos (achternaam)
De Vos of de Vos is een Nederlandstalige achternaam. De naam zou ontstaan zijn als een bijnaam of metaforische naam verwijzend naar het dier, de vos, voor een sluw persoon of ook voor een roodharig persoon. Zowel in België als in Nederland zijn er zo'n 10.000 naamdragers.
In België komt de naam vooral in het centrum en westelijk deel van het land voor, zowel in Vlaanderen als Wallonië, met een hoge concentratie in de provincie Oost-Vlaanderen. De naam wordt er meestal gespeld met een hoofdletter in het begin (De Vos), op een honderdtal gevallen met een kleine letter (de Vos) na, die dan vooral in het noorden, tegen de Nederlands grens voorkomen. De variant "De Vos" is de 19de meest voorkomende achternaam in België in 2020. In Nederland wordt de naam typisch gespeld met kleine letter (de Vos), op enkele tientallen uitzonderingen met grote letter na, die vooral te vinden zijn in Zeeuws-Vlaanderen, nabij België. In tegenstelling tot in Nederland, is in België ook de variant "Devos", die in een woord gespeld is, courant. In de Verenigde Staten wordt ook de spelling "DeVos" (in CamelCase) gebruikt.

## Bekende naamdragers
- Adam de Vos (1993), Canadees wielrenner
- André Pascal Alexandre De Vos (1834-1889), Belgisch botanicus
- Asha de Vos, Sri Lankaanse mariene biologe
- Carel de Vos van Steenwijk (1759-1830), Nederlands staatsman
- Carmen De Vos (1967), Belgische fotografe
- Casparus de Vos (1808-1890), Nederlandse officier, ridder Militaire Willems-Orde
- Charlotte De Vos (1983), Belgisch hockeyspeelster
- Cornelis de Vos (1584-1651), Zuid-Nederlandse schilder
- Cornelis Lodewijk de Vos (1804-1885), Nederlands rechter, president van de Hoge Raad der Nederlanden
- Dirk De Vos (1943-2024), Belgisch kunsthistoricus en conservator
- Ernie de Vos (1941-2005), Canadees autocoureur
- Frank de Vos (1956), Nederlands sportzeiler
- Geert De Vos (1981), Belgisch darter
- Harmen de Vos (1896-1980), Nederlands filosoof en theoloog
- Ingmar De Vos (1963), Belgisch sportbestuurder
- Ingrid De Vos (1954), Belgische actrice
- Jan De Vos (1844-1923), Belgische politicus en burgemeester
- Jason de Vos (1974), Canadees voetballer
- Joost-Vincent De Vos (1829-1875), Belgisch kunstschilder
- Jorg de Vos (1976), Nederlands grafisch ontwerper
- Jos de Vos (1991), Nederlands schaatser
- Judocus de Vos (1661-1734), Vlaamse wever
- Justin de Vos (1998), Nederlands voetballer
- Lambert de Vos (ca. 1538-na 1574), Vlaamse schilder
- Laurent de Vos (ca. 1533-1580), Vlaamse componist
- Lily de Vos (1924-2021), Nederlands zangeres
- Luc De Vos (1946), Belgische hoogleraar
- Luc De Vos (1962-2014), Belgische zanger
- Maarten de Vos (1941-2012), Nederlands sportjournalist
- Maerten de Vos (1532-1603), Zuid-Nederlandse schilder
- Mandus De Vos (1935-1996), Belgisch acteur
- Marc de Vos (1650-1717), Brabants beeldhouwer
- Marc De Vos (1970), Belgisch professor
- Marc de Vos, Belgisch paralympisch boogschutter
- Marie-Louise De Vos of Fabienne Dali (1941), Belgische actrice
- Marjoleine de Vos (1957), Nederlands dichteres, columniste en redactrice
- Mello de Vos van Steenwijk (1836-1888), Nederlands politicus
- Metha de Vos (1981), Nederlands presentator en radio-dj
- Miriam Phoebe de Vos (1912-2005), Zuid-Afrikaanse botaniste
- Nathalie De Vos (1982), Belgische langeafstandsloopster
- Paul de Vos (1595-1678), Zuid-Nederlandse schilder
- Pieter de Vos (1924-2009), Nederlands Engelandvaarder
- Priscilla de Vos (1987), Nederlands voetbalster
- René De Vos (1921-2005), Belgisch voetballer
- Robbert de Vos (1996), Nederlands voetballer
- Sabine De Vos (1967), Belgisch presentatrice, politica en schrijfster
- Sierd de Vos (1959), Nederlands sportjournalist
- Simon de Vos (1603-1676), Zuid-Nederlandse schilder
- Willem de Vos, Zuid-Nederlandse schilder
- Willem de Vos (1954), Nederlands hoogleraar
- Willy de Vos (1880-1957), Nederlands voetballer
- Wim de Vos (1968), Nederlands wielrenner

## Bekende families
- de Vos (geslacht), Nederlands adellijk geslacht uit Brunssum
- De Vos (II), geslacht opgenomen in het Nederland's Patriciaat